# 地面天气图

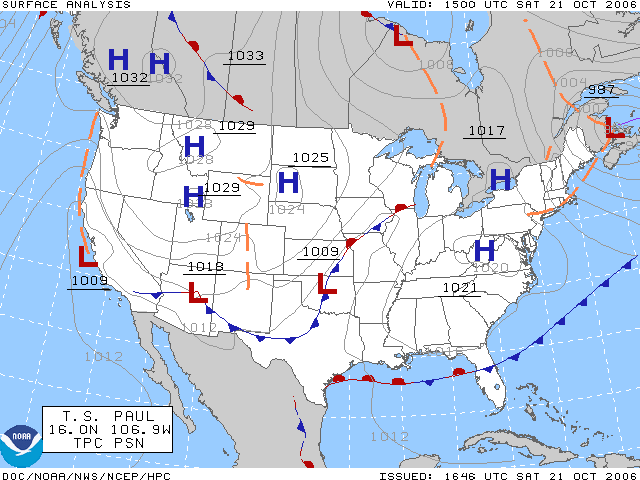
2006年10月21日的美国地面天气图，此时热带风暴保罗正在发展，之后成为飓风

地面天气图是特殊类型的天气图，根据地面气象站提供的信息在指定区域地图上标出特定时间天气元素。天气图需要标明并追踪的数据包括海平面气压、温度和云量，将这些信息标上地图有助于气象学家寻找锋等天气尺度特征。
19世纪诞生的首批天气图都是在事后绘制，用于帮助设立风暴天气系统理论。电报问世让同步地表天气观测首度成为可能，史密森尼学会在19世纪40年代后期成为人类历史上第一个绘制实时天气分析图的机构。美国率先采用地面天气图，后于19世纪70年代传到世界各地。20世纪10年代后期，欧洲普通开始利用挪威气象模型分析锋，并在第二次世界大战期间传到美国。
地面天气图使用特殊符号代表锋、云量、降水及其他重要信息。例如用字母代表高气压，说明当地天气晴朗，气温偏高。字母常用于代表低气压，往往伴随降水。各种符号不仅用于标识锋区及其他地面天气边界，还能标明天气图各个地点的当前天气。降水范围有助于确定锋的类型和位置。

## 地面天气图历史

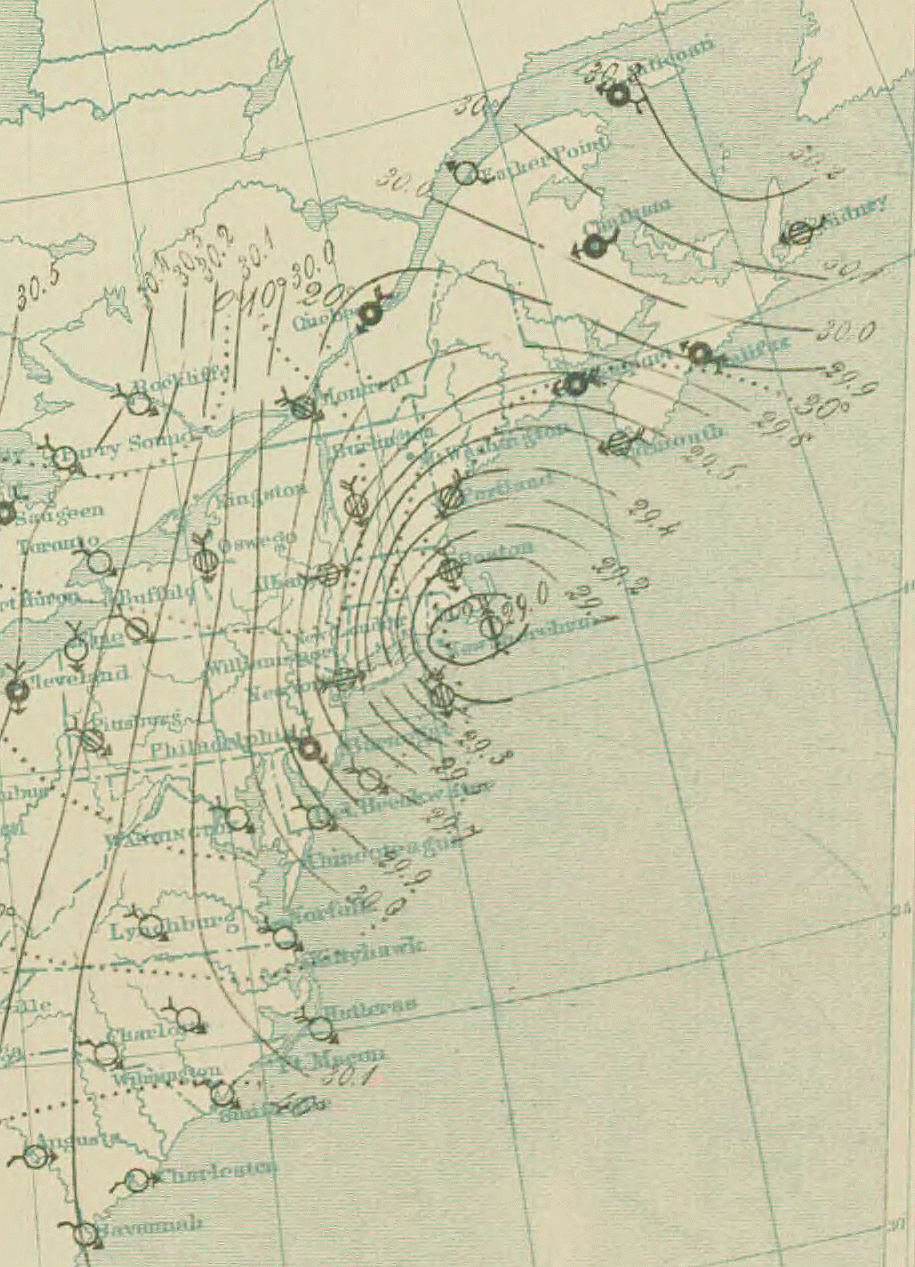
1888年3月12日晚十点，1888年大暴雪的地面天气图

人类从19世纪开始利用天气图设立风暴天气系统理论，这也是人类首次从现代角度利用天气图。1845年电报网的发展让快速收集多地天气信息用于实时分析成为可能，史密森尼学会从19世纪40年代到60年代在美国东部和中期大部分地区建立观测网。
各气象站的建造时间不同，所以早期收集的天气数据作用有限。英国是第一个尝试时间标准化的国家，1855年时已基本确立格林威治标准时间，美国直到1905年底特律设立标准时间才开始受到时区影响。1873年，其他国家开始跟随美国的脚步同步观测天气，然后又开始为地面天气图准备。虽然1841年就有科学家提出类似构想，但直到20世纪10年代后期挪威气象模型问世后，人类才开始在天气图上标识锋区。空气密度变化的边缘与第一次世界大战前线（Military front）位置接近，科学家便采用“锋”（front）来代表天气图上的这类线条。

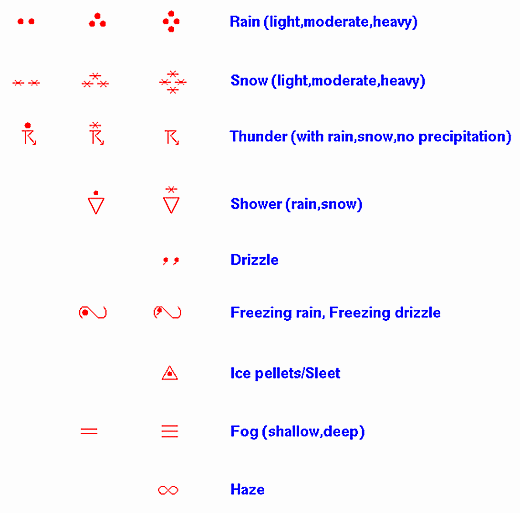
现代天气图使用的天气符号

第一次世界大战结束后，挪威气旋模型很快传入美国，但该国此后数十年都没有正式分析锋，直到1947年6月气象局－空军－海军分析中心（Weather Bureau-Air Force-Navy Analysis Center）在华盛顿哥伦比亚特区市中心成立才改变局面。1969年，美国开始尝试天气图绘制自动化，并在20世纪70年代达成目标。1987年，香港也已实现地面天气图自动绘制。1999年，计算机软硬件的进步已经具备充分的处理能力，可以在单台工作站叠加卫星图像、雷达图像，以及大气厚度和锋生等模型派生领域数据，结合地面观测绘制最理想的地面天气图。美国是在使用多台高级交互式气象处理系统（Advanced Weather Interactive Processing System）工作站取代鹰图（Intergraph）工作站后实现上述目标。2001年，美国国家气象局所绘各种地面天气图与另外四家机构的数据合并，成为每六小时发布一次的统一地面天气图（Unified Surface Analysis）。近年来，人类在气象学和地理信息系统取得的进步令精细定制天气图成为可能，天气信息能够迅速匹配关联地理细节。例如结冰情况能够映射到公路网络，这种手段有望在可预见的将来改变地面天气图的创建和显示方式。

## 气象站模型在天气图的应用

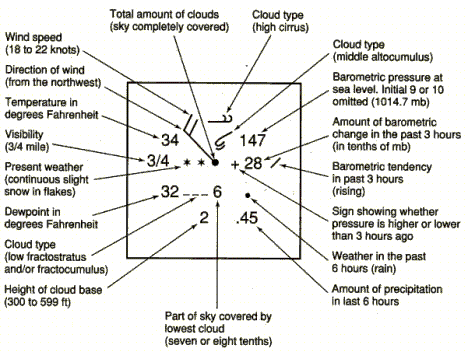
气象站模型绘制地面天气图

绘制天气图需在各气象站配备气象站模型，这些模型会将温度、露点、风速、风向、气压、气压趋势以及当前天气绘制成图。中间的圆圈代表云量，里面填写的分数代表阴云程度。美国以外地区采用摄氏温标标示温度和露点。风旗指向风的方向，每一面满旗代表每小时18.52公里风速，半旗代表每小时9.26公里。风速达到每小时92.6公里后，每个实心三角形代表每小时92.6公里风速。。美国气象站模型绘制天气图时降雨量的单位是英寸，国际标准是毫米。气象站模型完成绘制后，天气图上会有等压线、等变压线、等温线和等风速线用于分析。

## 天气尺度特征
天气尺度特征通常规模偏大，长度在数百公里以上。

### 气压中心

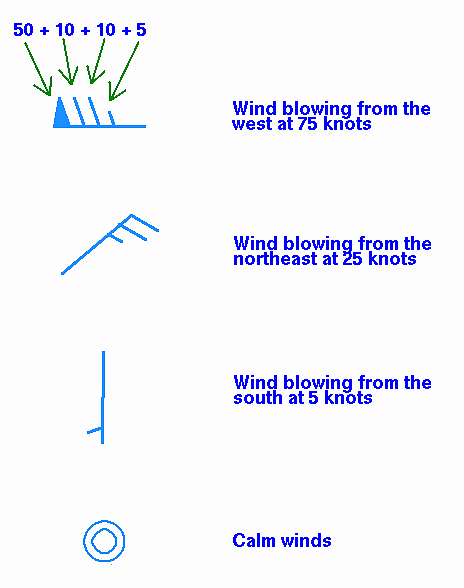
风旗解读

地面高气压和低气压的中心位于地面天气图闭合等压线内，一定是圈定区域内气压最高或最低的位置，能够一目了然地标明附近天气情况。英语國家的天气图一般用代表高气压，代表低气压，西班牙语国家則大多用代表高气压，代表低气压。

#### 低气压
低气压天气系统又称气旋，通常在天气图气压区内气压最低的位置。受科里奥利力影响，北半球地表的气旋以逆时针方向旋转，南半球朝顺时针方向旋转。气旋附近的天气通常很不稳定，云量增多、风速加快、温度升高，大气向上运动，导致降水几率提升。冷空气掠过冰面时，有可能在温度不高的洋面形成極地低壓。相对温暖的海水促使气流上升，形成低气压，此时的降水通常是降雪。热带气旋和冬季风暴就是强烈的低气压，陆地上的热低压通常代表夏季炎热天气。

#### 高气压
高气压天气系统又称反气旋，在北半球地面以顺时针方向旋转，南半球向逆时针方向旋转。地面高气压下方的大气会下沉，进而因空气压缩导致气温略有上升，天空万里无云，风速缓慢，降水几率很小。下沉的空气很干燥，所以升温需要的能量少，如果高气压持续，大气沉降会令污染物在地表附近聚集，进而导致空气污染。

### 锋

锢囚气旋范例，三向点是暖锋、冷锋和锢囚锋的交汇处

气象学上所说的锋是指移动气团前缘，其密度、气温和湿度均与前方入侵的气团不同。气团经过期间，当地气温、温度、风速、风向、气压都会改变，降水格局通常也会变化。无论是变暖还是变冷，这种变化都称为锋。冷空气通常从极地高压区朝赤道移动，与低气压天气系统的暖湿气流相互影响就会形成冷锋。冷锋位于移动的冷空气团前沿，如果是在北半球，通常还会以逆时针方向把低气压区基本包裹起来。赤道沿线边缘的高空极地高速气流附近可能形成极地锋。锋由高空风引导，但移动速度通常不及风速。北半球的锋大多从西向东移动，也能从北向南，并包裹气团关联的低气压区。锋的移动大多源自壓強梯度力和地球自转产生的科里奥利力，山区和大范围水域都能扰乱锋区。

#### 冷锋
冷锋位于地面天气图温度下降范围的前沿，分析等温线时显示为等温线梯度前沿，通常在尖锐的地面低壓槽内。冷锋的移动速度可以达到暖锋两倍并导致天气剧烈变化，冷空气密度大于暖空气，所以入侵时能迅速抬升暖空气。冷锋通常还会伴随雨带和雷暴出现。天气图用蓝色箭头代表冷锋，箭头指向冷空气前进方向前沿。

#### 暖锋

云层覆盖暖锋

位于地面的暖空气团驱逐冷空气时，暖空气团的前沿就叫暖锋。等温线梯度朝赤道方向的边缘温度上升，暖锋通常也在低压槽内，但比冷锋存在的低压槽要宽。暖空气密度不及，所以难以取代地表的冷空气，移动速度不及冷锋，进而导致暖锋内的气温差异更大。暖空气在高海拔地区更容易取代冷空气并引起温度变化，暖锋前面的云大部分是层云，降水随暖锋逼近增多。暖锋经过前经常形成霧，经过后天气往往很快放晴，气温上升。如果暖空气不稳定，混合暖湿气流后会在暖锋前方的层云内形成雷暴。暖锋过去后，雷雨可能继续。天气图上通常用半圆形红色线条代表暖锋及其移动方向。

#### 锢囚锋

天气图上代表锋的各种符号：
1. 冷锋
2. 暖锋
3. 准静止锋
4. 锢囚锋
5. 地面低压槽
6. 飑线
7. 干线
8. 东风波
9. 暖舌

锢囚锋是在冷锋替换暖锋引起气旋生成的过程中形成。冷锋和暖锋自然地向两极方向弯曲进入锢囚点，在气象学上又称三相点。锢囚锋位于尖锐的低压槽内，但边缘后方的空团既可能是暖空气，也可能是冷空气。如果是冷锢囚锋，取代暖锋位置的气团温度低于暖锋前方冷空气，并在两个气团下方高速移动。如果是暖锢囚锋，取代暖锋位置的气团温度高于暖锋前方冷空气，位于冷空气团上方并抬升暖空气团。锢囚锋附近可能出现包括雷暴在内的各种天气，但大部分锢囚锋伴随的气团都很干燥。天气图上通常用紫色线条代表锢囚锋，并以半圆和三角形交替指明移动方向。
暖舌指高空暖空气在地球表面的投影，可能在低气压的锢囚锋阶段形成。

#### 准静止锋和切变线
准静止锋指两气团间基本不移动的边界，两个气团都没有足够的能量挤开对方，所以长时间保留在原地，但还是会一波波地移动。准静止锋缩小到一定程度，风向能在短距离内变化时改称切变线。切变线碰到雷暴后可能推动熱帶氣旋形成，也可能再度形成准静止锋。地面天气图以红点和虚线代表切变线。

## 中尺度特征
中尺度特征比包括锋在内的天气尺度天气系统小，但比雷暴之类风暴尺度天气系统大，水平跨度通常在十到数百公里范围。

### 乾線
乾線是洛磯山脈和其他相同走向山脉东侧干、湿气团的边界，在地面天气图上通常位于露点、湿气和梯度前沿。靠近地表的暖湿空气密度大于温度更高、更干燥的空气，就像冷锋从暖空气下方楔入一样楔入干暖空气。干暖空气下方的暖湿空气温度升高后密度降低并向上移动，有时会形成雷暴。
高空的干燥空气日间下降到地面，促使乾線明显向东移动。夜间没有太阳加热空气，下层大气混合，乾線回转向西。如有足够水分汇聚，乾線可能成为下午和夜间雷暴活动的核心。地面天气图用棕色线条代表乾線，并以贝形弧形标明湿气方向，但这并不代表乾線的移动方向，这种情况在天气图上很少见。

### 外流边界和飑线

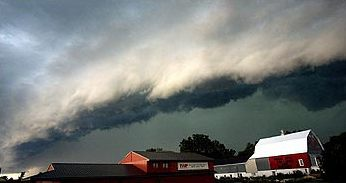
弧狀雲可能代表飑随时出现

有组织的雷暴活动区不但能强化已经存在的锋区，还能取代冷锋。这种情况通常在高空高速气流分裂成两部分时出现。高空气流分裂，在下层内流最有利的位置形成中尺度对流系统。对流朝东面和赤道方向移动，进入气温更高的地区。对流足够强劲并呈线形或弧形时，中尺度对流系统称为飑线，在地面天气图上标出前进方向的边缘，代表风向转变和气压上升的位置。

### 海陆风锋

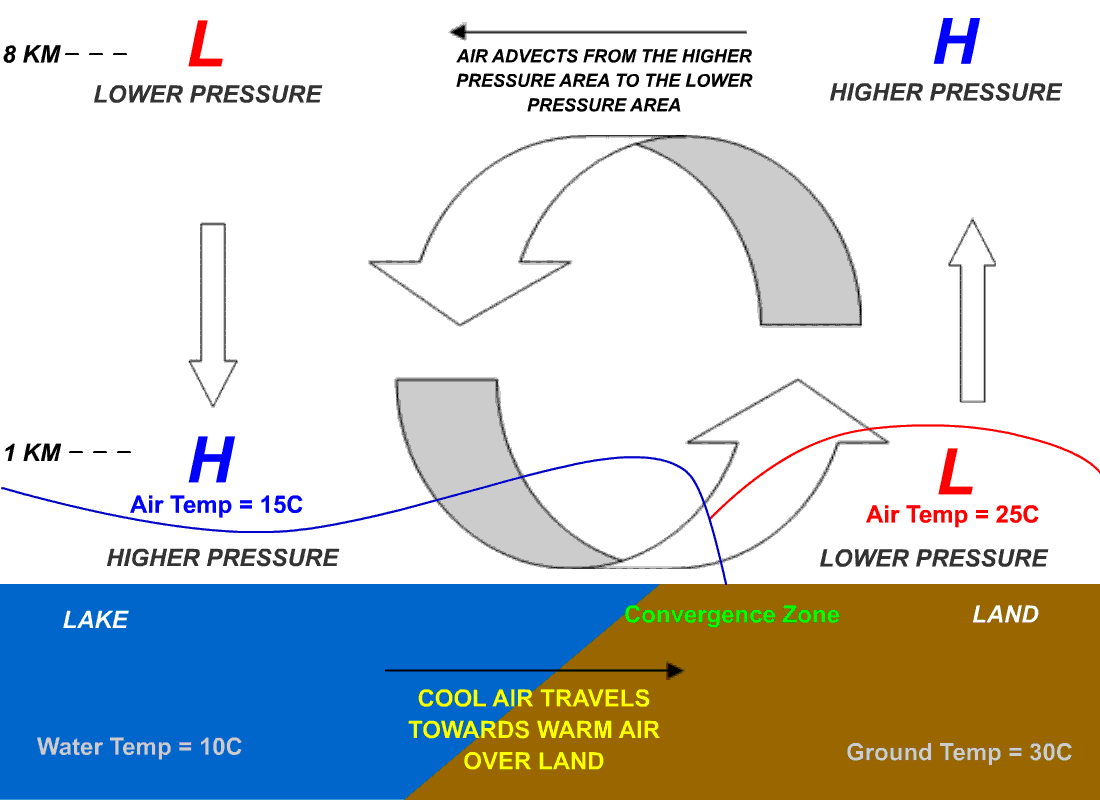
海陆风的理想循环模式

陆地在晴天加热上空大气，气温高于水温时便形成海陆风锋。日间湖泊与河流的顺风口，以及夜间的海上陆地（如岛屿）也会形成类似锋。水的比热很大，所以即使万里无云，水体的昼夜温差也不大。水温变化幅度通常不到一摄氏度，陆地因比热小，往往在数小时内就能升温或降温十余度。